# تونویان
تونویان (به اسپانیایی: Tunuyán) یک منطقهٔ مسکونی در آرژانتین است که در بخش تونویان واقع شده‌است. تونویان ۴۹٬۱۳۲ نفر جمعیت دارد و ۸۷۵ متر بالاتر از سطح دریا واقع شده‌است.